# Marian de Forest
Marian de Forest (27 de febrero de 1864-17 de febrero de 1935) fue una periodista y dramaturga estadounidense, la mayor impulsora del movimiento progresista de las mujeres y fundadora de Zonta (más adelante Zonta International), una organización de servicio formada por mujeres profesionistas.

## Biografía
Realizó sus estudios en la escuela privada Buffalo Seminary y se convirtió en la graduada más joven de la época. Después de terminar la escuela se convirtió en una de las primeras reporteras en la región occidental del estado de Nueva York y escribió para The Buffalo Evening News y luego para The Buffalo Commercial.
De Forest fue una dramaturga destacada y apoyó la participación de la mujer en el teatro; también cofundó la Buffalo Musical Foundation, que dio origen a la American Opera Company to Western New York; además desempeñó un papel prominente en la formación de la Orquesta Filarmónica de Buffalo.
Fundó Zonta en 1919, «una organización de servicio de mujeres ejecutivas que trabajan para mejorar la situación legal, política, económica y profesional de las mujeres de todo el mundo». Zonta es una palabra india en lengua lakota que significa «honesto y confiable». En uno de sus primeros discursos, de Forest explicó: «Zonta representa los más altos estándares en el mundo profesional y de negocios [...] busca la cooperación más que la competencia y considera que la regla de oro no es solamente la buena ética sino también los buenos negocios». De Forest veía a Zonta como una organización que podía convertirse en internacional. En sus propias palabras: «Esta es la edad de la mujer y en tierras lejanas y climas extranjeros[,] mujeres de todas las naciones se agrupan al llamado [...] Zonta les brinda la oportunidad de unirse en un todo grande y glorioso».